# Новое (село, Усть-Кубинский район)
Новое — село в Усть-Кубинском районе Вологодской области.
Входит в состав Высоковского сельского поселения (с 1 января 2006 года по 9 апреля 2009 года входило в Филисовское сельское поселение), с точки зрения административно-территориального деления — в Филисовский сельсовет.
Расстояние до районного центра Устья по автодороге — 25 км, до центра муниципального образования Высокого по прямой — 14 км. Ближайшие населённые пункты — Митрофаниха, Ушаково, Заборье.
По переписи 2002 года население — 16 человек.